# Staré Město pod Sněžníkem (stacja kolejowa)
Staré Město pod Sněžníkem – stacja kolejowa w miejscowości Staré Město, w kraju ołomunieckim, w Czechach Znajduje się na wysokości 255 m n.p.m.
Na przystanku istnieje możliwość zakupu biletów na wszystkiego rodzaju pociągi oraz rezerwacji miejsc. 

## Linie kolejowe
- 294 Hanušovice - Staré Město pod Sněžníkem